# Hylaeus orientalicus
Hylaeus orientalicus là một loài Hymenoptera trong họ Colletidae. Loài này được Warncke mô tả khoa học năm 1981.